# Goydera somaliensis
Goydera es un género monotípico de enredaderas de la familia Apocynaceae. Contiene una única especie: Goydera somaliensis Liede. Es originario de África.

## Distribución y hábitat
Se distribuye por Somalia donde se encuentra sobre piedra caliza, en matorrales de Acacia - Commiphora en alturas de  250-600 metros.

## Descripción
Son enredaderas que alcanzan los 50-70 cm de altura, con látex de color blanco. Las hojas sésiles; de 1.5 cm de longitud 0.5 cm  de ancho, lineales, con el ápice agudo, adaxialmente glabras, abaxialmente escasamente pubescentes.
Las inflorescencias son extra-axilares, solitarias, casi tan largas como las hojas adyacentes, con 10-15 de flores, simples,  poco pedunculadas, con brácteas florales ovadas, abaxialmente con tricomas. 

## Taxonomía
Goydera somaliense fue descrita por Sigrid Liede y publicado en Novon 3: 265. 1993.